# Paraleptamphopus subterraneus
Paraleptamphopus subterraneus är en kräftdjursart som först beskrevs av Charles Chilton 1882.  Paraleptamphopus subterraneus ingår i släktet Paraleptamphopus och familjen Paraleptamphopiidae. Inga underarter finns listade i Catalogue of Life.